# 文法化
文法化（ぶんぽうか）は、言語変化の一類型であり、開いたクラスに属する語彙的な要素が、閉じたクラスに属する文法的な要素へと変化する現象を指す。 また、助動詞から接辞への変化のように、既に閉じたクラスへと属している要素が、より文法的性質の強い要素となる現象も文法化と呼ばれる。

## 概説

### メカニズム
文法化には、「意味の漂白」 (semantic bleaching) 、「文脈の般化」 (context generalization) 、「脱範疇化」(decategorization)、「音声的縮約」 (phonetic reduction)という4つのプロセスが関与している。

#### 意味の漂白
言語形式から具象的な意味内容が失われるプロセスであり、「脱意味化」(desemanticization)とも呼ばれる。 例えば、英語のbackは、「背中」という視認可能な事物のみならず、「後方」という抽象的な概念を指す用法を持つ。 同様に、ナマ語で「腹部」を意味するǃnā.bは、場所を表す後置詞ǃnâ（cf. 「〜で」）の語源となった。

#### 文脈の般化
「拡張」(extension) とも呼ばれ、言語形式が従来使用されなかった文脈で用いられるようになることを指す。 例えば、英語で未来の事象を表すbe going toは、もともと動作を表す動詞に対して用いられていたのが (e.g. I’m going to visit Bill. 「私はビルを訪ねに行くつもりだ」) 、状態動詞を含むあらゆる動詞と共起するようになった (e.g. I’m going to like Bill. 「私はビルを好きになるだろう」) 。

#### 脱範疇化
言語形式がもともと備えていた形態統語論的な特質を失うことである。 例えば、英語の接続詞whileは、名詞として用いられる場合と異なり、冠詞を取ったり形容詞に修飾されたりすることがない。

#### 音声的縮約
「侵食」(erosion) とも呼ばれ、言語形式が音声的により短く、より単純になることを指す。

### 一方向性の仮説
文法化は一方向的 (unidirectional) であり、文法的な要素が語彙的な要素へと変化することは通常無いとされる。

### 文法化の経路
名詞や動詞が接語、助動詞、接辞等に変化していく過程には、語族や地域を超えたパターンが認められる。
- 「一」を意味する数詞 > 冠詞[10]
  - 英語 one > a(n)
  - バスク語 bat
  - エウェ語 ɗeká > ɗe
  - ラパ・ヌイ語 etahi
- 指示詞 > 冠詞[11]
- 「持つ」 > 完了形 > 過去時制[12]

Heine and Kuteva (2002) はそうした一方向的な変化のパターンを100以上特定している。

## 研究史
元代の周伯琦は、「今之虛字皆古之實字 (現代の虚詞は全て嘗ての実詞である)」と指摘している。
現代的な意味での「文法化（仏：grammaticalisation）」は、フランスの言語学者アントワーヌ・メイエによる著作L’évolution des formes grammaticales（1912）が初出である。メイエはこの術語を「元来は自律していた語に対する文法的性質の付与 (l'attribution du caractère grammatical à un mot jadis autonome)」と定義している。

## 例

### 英語の例
- There：「そこに」という意味を失って存在文の文頭マーカーとなった。虚辞の一例。
- be going to ～：「行く」という意味を失い、未来の出来事を表す機能的な要素となった。口語では"gonna ～"と縮約される。

### 日本語の例
- 助動詞：「なり」 < 助詞 + 動詞「に・あり」、「ぬ」 < 動詞「去ぬ」、「つ」 < 動詞「捨つ」、「た」 < 助動詞「たり」 < 助詞 + 動詞「て・あり」、「ます」 < 動詞+助動詞「参ら・す」、
- 接尾辞: 「〜みたいだ」 < 動詞の過去形 + 助動詞「見た・ようだ」、「〜ちゃう」 < 補助動詞「〜てしまう」など多数ある。
- 助詞：「くらい/ぐらい」、「ほど」、「だけ」、「ばかり」（名詞から）、「を・もって」、「に・おいて」 (助詞 + 動詞から)
- 接頭辞：「御」 < 「おん」 < 「大御」
- 終助詞：「かしら」＜助詞+動詞+助動詞「か・知ら・ん」

### 中国語の例
- 方向補語：動詞の後ろにつける「来」「去」「起」など
- 介詞（動詞に由来する前置詞）

### ロマンス語の例
- 副詞を作る接辞の -mente（<「心から」の意味）
- 不定詞 + habere (持つ) に由来する未来形（これは動詞の未来語尾として完全に融合し、のちに再度「持つ」が完了形を表す助動詞として加わった）
- 冠詞（＜ille, illa, illudなど）